# لويس أجريكولا باور
لويس أجريكولا باور (بالإنجليزية: Louis Agricola Bauer)‏ (و. 1865 – 1932 م) هو عالم فلك، ومهندس من الولايات المتحدة الأمريكية . وكان عضواً في الأكاديمية الأمريكية للفنون والعلوم .
توفي عن عمر يناهز 67 عاماً.

## التعليم
تعلم في جامعة سينسيناتي

## مناصب وهيئات
أدار جامعة شيكاغو.